# Mundus (general)
Mund (lat: Mundus, grč: Μουνδος, umro 536. god.) bio je gepidski poglavar i istočnorimski (bizantski) vojskovođa u doba cara Justinijana I.
Mund je po bizantskom kroničaru Ivanu Malali bio sin gepidskog kralja. Nakon očeve smrti živio je u Sirmiju (današnjoj Srijemskoj Mitrovici) s ujakom Trapstilom. Trapstila je međutim ubijen 488. u boju s Ostrogotima, a Mund je kasnije prihvatio poziv Teodorika Velikog i stupio u njegovu službu. Sve do Teodorikove smrti 526. godine Mund je živio u Italiji i bio zapovjednik savezničkog odreda Gepida. Premda je Teodorik umro, vratio se u Podunavlje i 529. je poslao molbu Justinijanu sa željom za stupanje u carsku službu. Car je pozitivno odgovorio i postavio Munda za vrhovnog zapovjednika vojske u Iliriku (magister militum per Illyricum). Odmah po stupanju na dužnost, Mund je presreo jedan pljačkaški pohod Slavena, a 530., porazio je Bugare koji su upali u Trakiju. 
Zarobio je jednog od njihovih poglavara i s bogatim plijenom ga je poslao u Konstantinopol. Nakon što je u travnju 531. godine Belizar pretrpio poraz u borbi s Perzijcima kod Kalinika, Justinijan je postavio Munda na njegovo mjesto. Mund je tako postao vrhovni vojni zapovednik Istoka (magister militum per Orientem).